# ناملات (فصيلة)
الناملات (الاسم العلمي: Myrmecophagidae) هي فصيلة من الحيوانات تتبع رتبة الثدييات المشعرة من طائفة الثدييات.

## أجناس
- التمندوة
- آكل النمل